# ابدیت (فیلم ۱۹۴۳)
ابدیت (انگلیسی: Eternity) یک فیلم جنجالی محصول کشور چین در زمان اشغال توسط امپراتوری ژاپن است. این فیلم در سال ۱۹۴۳ در شانگهای در زمان جنگ جهانی دوم ساخته شد.